# Streichquartett Nr. 6 (Mendelssohn)
Das Streichquartett Nr. 6 f-Moll op. 80 (MWV R 37) ist das letzte vollendete Werk des Komponisten Felix Mendelssohn Bartholdy. Er schuf es im Jahr seines Todes 1847. Es nimmt sowohl im Œuvre Mendelssohns als auch in der Gattungsgeschichte des Streichquartetts eine einzigartige Stellung ein.

## Entstehung, Aufbau und Stil
Als der bereits seit einigen Jahren gesundheitlich angeschlagene Mendelssohn im Mai 1847 von einer Englandreise nach Leipzig zurückkehrte, erfuhr er vom unerwarteten Tod seiner Schwester und wichtigsten Bezugsperson, der Komponistin Fanny Hensel. Schwer getroffen brach er mit engsten Familienmitgliedern zu einem Erholungsurlaub nach Interlaken in die Schweiz auf. Nach anfänglicher Unfähigkeit zu komponieren begab er sich schließlich an die Arbeit und schloss sie im September des Jahres in Leipzig ab. Die Sätze lauten:
- Allegro vivace assai – Presto
- Allegro assai
- Adagio
- Finale: Allegro molto

Das entstandene Werk stellt einen nicht vollständigen, aber bis dahin einmalig weitreichenden Bruch mit den Formvorgaben des klassischen Streichquartetts und auch Mendelssohns eigenen bisherigen Gattungsbeiträgen dar, die bis dahin an den Strukturen etwa der prägenden Streichquartette Ludwig van Beethovens orientiert waren, wenn auch bereits mit einer individuellen Note versehen. Auch der expressive und wuchtige Charakter des Werkes erstaunte das zeitgenössische Publikum aufs Äußerste, da Mendelssohns Kompositionen zuvor von großer Innerlichkeit geprägt waren. 
Der Kopfsatz wird gleich zu Beginn von zornigen, dunklen Tremoli beherrscht. Sich ungezügelt Bahn brechende, ausdrucksvolle Motive tauchen auf, um dann wieder in einem ziellos wirkenden Strom zu versinken. Das Tempo wird von einem scharfen punktierten Rhythmus geprägt, der im energischen Scherzo durch Synkopen und ein stures Ostinato weiter vorangetrieben wird. Das Adagio, das nach einem harmonisch eigenwilligen Moll-Seufzer nach As-Dur wechselt, scheint mit seinem lyrischen Gesang versöhnlich, bis das Finale zur düsteren Zerrissenheit der ersten beiden Sätze zurückkehrt.

## Rezeption
Aufgrund des Hintergrunds der Entstehungszeit wurde und wird das Werk häufig als autobiographisch betrachtet. So sei das Werk eine Hommage bzw. ein „Requiem“ für seine verstorbene Schwester und Ausdruck seiner verzweifelten Trauer. Ausgehend von dieser Prämisse wollen viele Rezensenten im Werk diverse Anspielungen auf die Kompositionen und musikalischen Präferenzen Fanny Hensels gefunden haben. Bei seiner Uraufführung wurde das Werk reserviert aufgenommen. Viele zeitgenössische Kritiker hielten es für unquartettmäßig, für zu symphonisch oder experimentell, wobei es oft dieselben Kritiker waren, die ihm vorgehalten hatten, seine kammermusikalischen Werke und anderen Kompositionen seien von zu viel formalistischem Oberflächenglanz.
Zwei Monate nach Fertigstellung des Werkes verstarb Mendelssohn nach mehreren Schlaganfällen. Die oft aufgeworfene Frage, welchen Weg das Schaffen Mendelssohns nach diesem potentiell revolutionären Streichquartett genommen hätte, muss unbeantwortet bleiben. Die zunächst rasch verblassende Erinnerung an Mendelssohn ließ auch sein letztes Werk keinen direkten Einfluss auf das Genre des Streichquartetts nehmen und lässt es als singuläre Erscheinung dastehen. In ihrer radikalen Eigenartigkeit vergleichbare Streichquartette gab es erst mehrere Jahrzehnte später während des Übergangs von der Spätromantik zur Moderne.